# Pouligny-Saint-Pierre
Pouligny-Saint-Pierre ist eine französische Gemeinde mit 1.032 Einwohnern (Stand: 1. Januar 2022) im Département Indre in der Region Centre-Val de Loire; sie gehört zum Arrondissement Le Blanc und zum Kanton Le Blanc. Die Einwohner werden Cabouins genannt.

## Geographie
Pouligny-Saint-Pierre liegt etwa 60 Kilometer ostnordöstlich von Poitiers. Die Creuse begrenzt die Gemeinde im Südwesten. Umgeben wird Pouligny-Saint-Pierre von den Nachbargemeinden Lureuil im Norden, Douadic im Osten, Le Blanc im Süden und Südosten, Saint-Aigny im Südwesten, Sauzelles im Westen und Südwesten, Fontgombault im Westen, Preuilly-la-Ville im Westen und Nordwesten und Tournon-Saint-Martin im Nordwesten.

## Bevölkerungsentwicklung
| Jahr                       | 1962 | 1968 | 1975 | 1982 | 1990 | 1999 | 2006 | 2018 |
| Einwohner                  | 1120 | 1018 | 972  | 982  | 962  | 974  | 1002 | 1063 |
| Quellen: Cassini und INSEE |      |      |      |      |      |      |      |      |

## Sehenswürdigkeiten

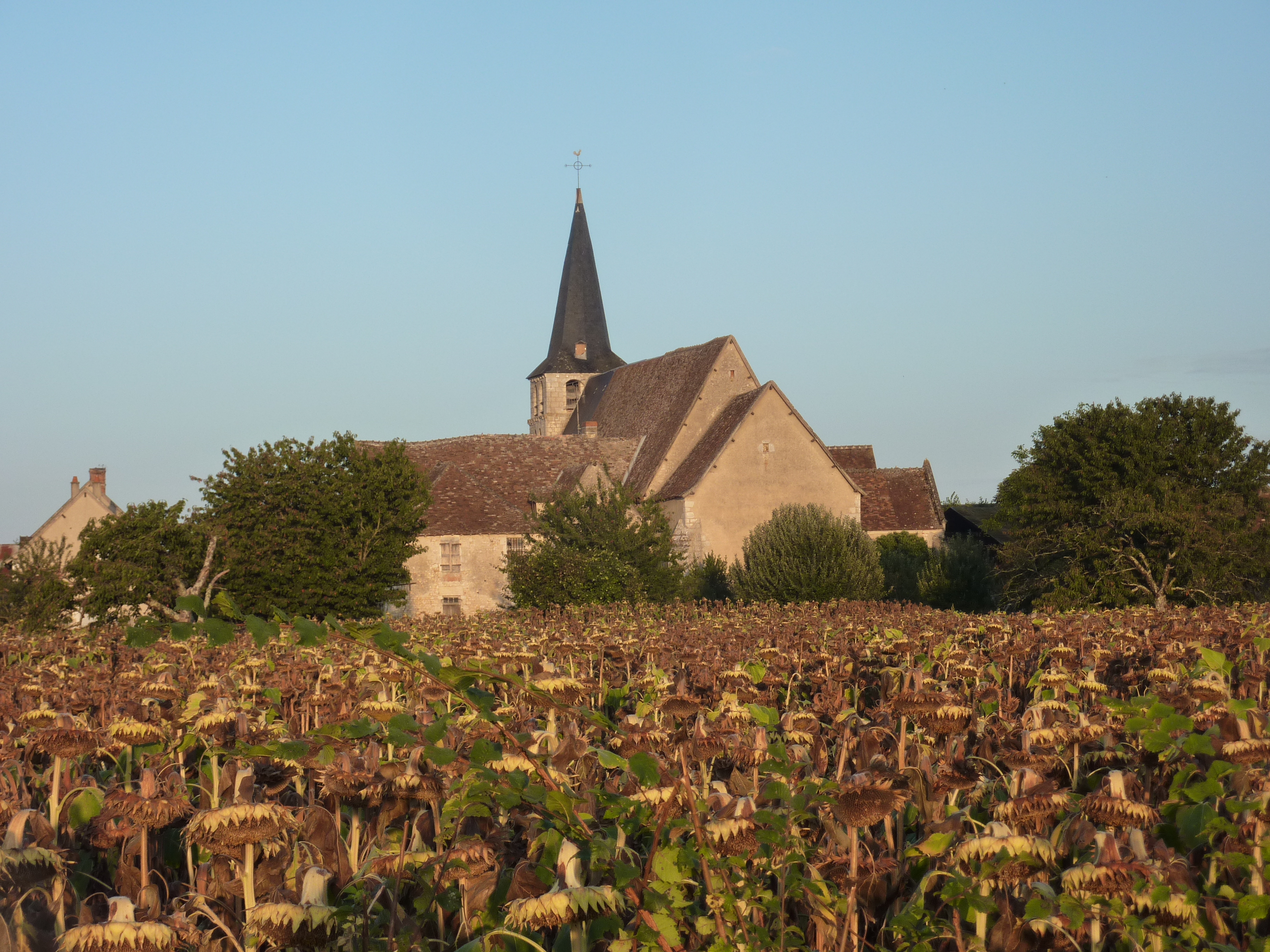
Kirche Saint-Pierre

- Kirche Saint-Pierre

## Käse
Der gleichnamige Käse Pouligny-Saint-Pierre kommt aus der Gegend.

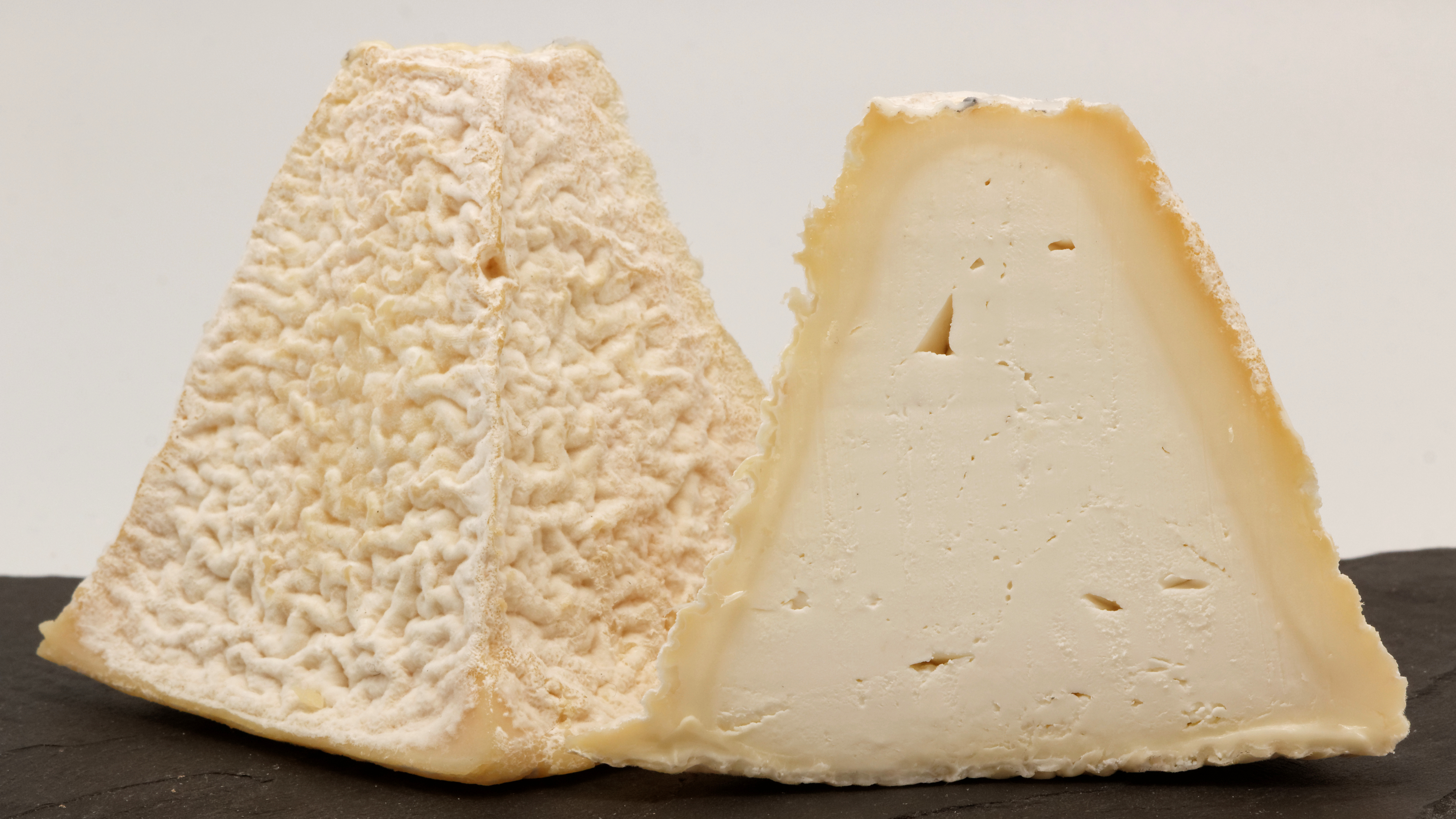
Käse Pouligny-Saint-Pierre